# Österreichischer Filmpreis/Bester Dokumentarfilm
Dieser Artikel enthält Gewinner und Nominierte in der Kategorie Bester Dokumentarfilm seit der ersten Verleihung des Österreichischen Filmpreises im Jahr 2011.
Um sich für das Auswahlverfahren des Filmpreises zu qualifizieren, muss der Film eine erhebliche österreichische kulturelle Prägung aufweisen. Dafür muss der Film die folgenden Kriterien erfüllen:
- Die Originalsprache des Films ist Deutsch oder der Regisseur hat die österreichische Staatsbürgerschaft oder hat seinen Wohnsitz in Österreich.
- Mindestens ein federführender Produzent hat die österreichische Staatsbürgerschaft oder hat seinen Wohnsitz in Österreich.
- Bei internationalen Koproduktionen muss der österreichische finanzielle Anteil mindestens so groß sein wie der Anteil jedes anderen beteiligten Landes.

Die Ermittlung des Preisträgers erfolgt in einem zweistufigen Verfahren. Zuerst nominieren alle ordentlichen Mitglieder der Berufsgruppen („Sektionen“) Produktion, Regie und Drehbuch die von ihnen favorisierten Dokumentarfilme in einer geheimen schriftlichen Wahl. Nominierungen werden an bis zu vier Filme vergeben – als nominiert gelten jene Produktionen, die die meisten Stimmen auf sich vereinen können. Die Ermittlung des Preisträgers erfolgt durch einen zweiten Wahlgang, an dem alle stimmberechtigten Mitglieder der Akademie des Österreichischen Films teilnehmen. Der Dokumentarfilm, der die höchste Stimmenanzahl auf sich vereinen kann, ist Gewinner des Österreichischen Filmpreises. Die Auszeichnung wird den persönlichen Produzenten und dem Regisseur gemeinsam zuerkannt.

## Preisträger und Nominierungen
| Jahr | Film                                                  | Preisträger                                                                               | Nominierungen |
| 2011 | Bock for President                                    | Houchang Allahyari Tom-Dariusch Allahyari                                                 | Im Bazar der Geschlechter – Oliver Neumann und Sudabeh Mortezai Pianomania – Ebba Sinzinger, Vincent Lucassen, Lilian Franck und Robert Cibis |
| 2012 | Whores’ Glory                                         | Erich Lackner Tommy Pridnig Peter Wirthensohn Michael Glawogger                           | Abendland – Nikolaus Geyrhalter, Markus Glaser, Michael Kitzberger und Wolfgang Widerhofer American Passages – Ruth Beckermann |
| 2013 | Der Prozess                                           | Michael Seeber Gerald Igor Hauzenberger                                                   | Evolution der Gewalt – Oliver Neumann und Fritz Ofner Low Definition Control – Johannes Hammel und Michael Palm |
| 2014 | Meine keine Familie                                   | Oliver Neumann Sabine Moser Paul-Julien Robert                                            | Die 727 Tage ohne Karamo – Alexander Dumreicher-Ivanceanu, Bady Minck und Anja Salomonowitz Alphabet – Mathias Forberg, Viktoria Salcher, Peter Rommel und Erwin Wagenhofer |
| 2015 | We Come As Friends                                    | Hubert Sauper Gabriele Kranzelbinder                                                      | Das große Museum – Johannes Rosenberger und Johannes Holzhausen Und in der Mitte, da sind wir – Gabriele Kranzelbinder und Sebastian Brameshuber |
| 2016 | Lampedusa im Winter                                   | Jakob Brossmann                                                                           | Über die Jahre – Nikolaus Geyrhalter, Michael Kitzberger, Wolfgang Widerhofer und Markus Glaser Wie die Anderen – Johannes Rosenberger und Constantin Wulff |
| 2017 | Holz Erde Fleisch                                     | Flavio Marchetti Katharina Mückstein Michael Schindegger Natalie Schwager Sigmund Steiner | Brüder der Nacht – Ebba Sinzinger, Vincent Lucassen und Patric Chiha Kinders – Arash T. Riahi, Karin C. Berger, Sabine Gruber und Arman T. Riahi Safari – Ulrich Seidl |
| 2018 | Untitled                                              | Tommy Pridnig Peter Wirthensohn Michael Glawogger Monika Willi                            | Bauer unser – Helmut Grasser und Robert Schabus Die Geträumten – Ruth Beckermann |
| 2019 | Waldheims Walzer                                      | Ruth Beckermann                                                                           | Bruder Jakob, schläfst du noch? – Ralph Wieser, David Bohun und Stefan Bohun Was uns bindet – Ralph Wieser, Georg Misch und Ivette Löcker |
| 2020 | Erde                                                  | Michael Kitzberger Markus Glaser Wolfgang Widerhofer Nikolaus Geyrhalter                  | Bewegungen eines nahen Bergs – Ralph Wieser, David Bohun und Sebastian Brameshuber Gehört, gesehen – Ein Radiofilm – Markus Glaser, Wolfgang Widerhofer, Michael Kitzberger, Nikolaus Geyrhalter, Jakob Brossmann und David Paede                                                                                    |
| 2020 | Inland                                                | Ulli Gladik                                                                               | Bewegungen eines nahen Bergs – Ralph Wieser, David Bohun und Sebastian Brameshuber Gehört, gesehen – Ein Radiofilm – Markus Glaser, Wolfgang Widerhofer, Michael Kitzberger, Nikolaus Geyrhalter, Jakob Brossmann und David Paede                                                                                    |
| 2021 | Die Dohnal – Frauenministerin, Feministin, Visionärin | Claudia Wohlgenannt Sabine Derflinger                                                     | Dieser Film ist ein Geschenk – Anja Salomonowitz Epicentro – Gabriele Kranzelbinder, Paolo Calamita, Daniel Marquet, Martin Marquet und Hubert Sauper |
| 2022 | Aufzeichnungen aus der Unterwelt                      | Tizza Covi, Rainer Frimmel                                                                | Auslegung der Wirklichkeit – Georg Stefan Troller – Produktion und Regie: Ruth Rieser Jetzt oder morgen – Produktion Rudi Takacs, Ulrich Seidl, Regie Lisa Weber Space Dogs – Produktion und Regie Elsa Kremser und Levin Peter                                                                                      |
| 2023 | Elfriede Jelinek – Die Sprache von der Leine lassen   | Regie: Claudia Müller, Produktion: Martina Haubrich, Claudia Wohlgenannt                  | Alice Schwarzer – Regie: Sabine Derflinger, Produktion: Sabine Derflinger, Eva Maria Weerts, Franz Müller Mutzenbacher – Produktion und Regie: Ruth Beckermann Stams – Regie: Bernhard Braunstein, Produktion: Lixi Frank, David Bohun                                                                               |
| 2024 | Souls of a River                                      | Regie: Chris Krikellis, Produktion: Peter Janecek                                         | 27 Storeys – Regie: Bianca Gleissinger, Produktion: Jens Meurer, Ralph Wieser, Judy Tossell Archiv der Zukunft – Regie: Joerg Burger, Produktion: Johannes Holzhausen, Johannes Rosenberger, Constantin Wulff Wer hat Angst vor Braunau? – Regie: Günter Schwaiger, Produktion: Julia Mitterlehner, Günter Schwaiger |
| 2025 | Favoriten                                             | Regie und Produktion: Ruth Beckermann                                                     | Dear Beautiful Beloved – Regie: Juri Rechinsky, Produktion: Thomas Herberth, Florian Brüning Dreaming Dogs – Regie und Produktion: Elsa Kremser, Levin Peter Henry Fonda for President – Regie: Alexander Horwath, Produktion Ralph Wieser, Irene Höfer, Andreas Schroth                                             |